# Distretto di San Juan de Cutervo
Il distretto di San Juan de Cutervo è uno dei quindici distretti  della provincia di Cutervo, in Perù. Si trova nella regione di Cajamarca e si estende su una superficie di 60,87 chilometri quadrati.

Istituito l'8 agosto 1960, ha per capitale la città di San Juan de Cutervo; al censimento 2005 contava 2.371 abitanti.